# 5560 Amytis
Az 5560 Amytis (ideiglenes jelöléssel 1990 MX) a Naprendszer kisbolygóövében található aszteroida. Eleanor F. Helin fedezte fel 1990. június 27-én.